# Peter Kuckuk
Peter Kuckuk (* 9. Juli 1938 in Bremen; † 27. August 2018 in Bremen) war ein deutscher Historiker und Hochschullehrer.

## Biografie
Kuckuk stammte aus einer kleinbürgerlichen Familie. Die Eltern waren vor dem Zweiten Weltkrieg aktiv in der Wandervogel-Bewegung der Bündischen Jugend, so auch er von 1949 bis 1955. Nach dem Abitur am Hermann-Böse-Gymnasium in Bremen studierte Kuckuk von 1957 bis 1964 Geschichte und Germanistik an der Universität München, der Universität Göttingen und der Universität Hamburg. Er wurde in Hamburg bei Fritz Fischer zum Dr. phil promoviert. Er war 1958 Kriegsdienstverweigerer und Mitglied von Kriegsdienstgegner-Organisationen sowie Mitarbeiter in der Anti-Atomkraft-Bewegung. 
Er war Dozent und dann Professor für Regionalgeschichte an der Hochschule Bremen. Von 1965 bis 1998 war er Mitglied der SPD. Mitte der 1970er Jahre bis 1996 lebte er auf einem Restbauernhof in Bremen, danach zeitweise im Innern der Insel von Mallorca. Er wirkte als Redaktionsmitglied bei der Halbjahreszeitschrift Arbeiterbewegung und Sozialgeschichte.
Kuckuk war geschieden. Er hatte zwei Söhne und drei Enkel. 

## Schriften (Auswahl)
- unter Mitarbeit von Ulrich Schröder: Bremen in der Deutschen Revolution 1918–1919. Revolution, Räterepublik, Restauration. 2., überarbeitete und erweiterte Auflage, Edition Falkenberg, Bremen 2017, ISBN 978-3-95494-115-5.
- Die Revolution 1918/1919 in Bremen. Aufsätze und Dokumente (= Beiträge zur Sozialgeschichte Bremens. Bd. 27). Edition Temmen, Bremen 2010, ISBN 978-3-8378-1001-1.
- mit Klaus Auf dem Garten: Bürgerliche Jugendbewegung in Bremen. Vom Wandervogel zur Bündischen Nachkriegsjugend 1907–1960 (= Beiträge zur Sozialgeschichte Bremens. Bd. 25/26). Edition Temmen, Bremen 2009, ISBN 978-3-86108-973-5.
- Bremer Großwerften im Dritten Reich (= Beiträge zur Sozialgeschichte Bremens. Bd. 15). Edition Temmen, Bremen 1993, ISBN 3-86108-203-9.
- Die A.G. Weser 1914–1933. Steintor, Bremen 1987
- Bremen in der Deutschen Revolution 1918–1919 – Revolution, Räterepublik (= Bremen im 20. Jahrhundert. Bd. 2). Steintor, Bremen 1986, ISBN 3-926028-02-5.
- Revolution und Räterepublik in Bremen. Suhrkamp, Frankfurt am Main 1969.
- (Hrsg.): Die AG „Weser“ in der Nachkriegszeit 1945–1953 (= Beiträge zur Sozialgeschichte Bremens. Heft 14). Edition Temmen, Bremen 2005, ISBN 3-86108-546-1.
- (Hrsg.): Unterweserwerften in der Nachkriegszeit, von der „Stunde Null“ zum „Wirtschaftswunder“ (= Beiträge zur Sozialgeschichte Bremens. Heft 20). Edition Temmen, Bremen 1998, ISBN 3-86108-612-3.